# Petro Trad
Petro Trad, arab. ‏بيترو طراد‎ (ur. 1886, zm. 1947) – libański polityk, prezydent Libanu od 22 lipca do 21 września 1943, premier od 1 sierpnia do 25 września 1943, dwukrotnie przewodniczący Zgromadzenia Narodowego (1934–1935, 1937–1939).